# Nematopodius fossulatus
Nematopodius fossulatus är en stekelart som först beskrevs av Joseph Augustine Cushman 1932.  Nematopodius fossulatus ingår i släktet Nematopodius och familjen brokparasitsteklar. Inga underarter finns listade i Catalogue of Life.